# 100 Scariest Movie Moments
100 Scariest Movie Moments (cu sensul de Cele mai înspăimântătoare momente [ale tuturor timpurilor]) a fost un miniserial TV de 5 episoade din 2004 care a fost transmis în premieră de rețeaua americană Bravo (en).
Programul prezintă o numărătoare inversă a 100 de momente considerate cele mai violente din istoria filmului, interviuri cu experți din filmele de groază și alte celebrități care au prezentat filme din listă, și, de asemenea, secvențe din aceste filme.

## Lista episoadelor
(NOTĂ: Filmele sunt prezentate cu denumirile lor originale)

### Episodul 1
- 100. 28 Days Later
- 99. Creepshow
- 98. Zombi 2
- 97. Cat People
- 96. The Birds
- 95. Jurassic Park
- 94. Child's Play

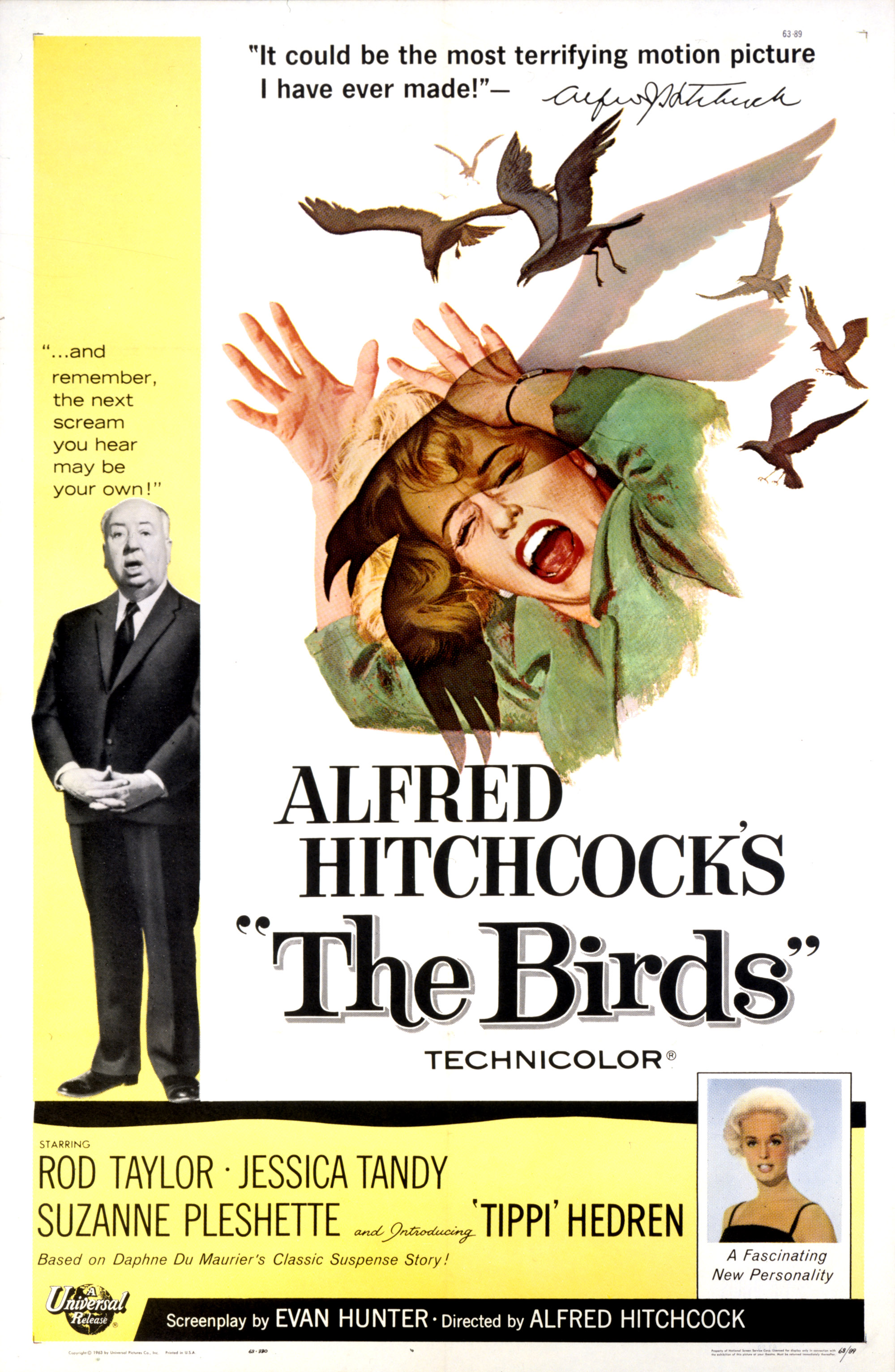
Afișul filmului Păsările regizat de Alfred Hitchcock (1963).

- 93. Pacific Heights (Camere de închiriat)
- 92. Village of the Damned (Orașul celor blestemați)
- 91. Shallow Grave (Triunghiul morții)

### Episodul 2
- 90. The Night of the Hunter
- 89. Alice, Sweet Alice
- 88. Invasion of the Body Snatchers
- 87. Black Christmas
- 86. The Wizard of Oz
- 85. Sei donne per l'assassino
- 84. Blue Velvet
- 83. The Others
- 82. The Terminator
- 81. The Howling

### Episodul 3
- 80. Poltergeist
- 79. Dracula
- 78. The Brood
- 77. Signs
- 76. The Evil Dead
- 75. Candyman
- 74. Willy Wonka & The Chocolate Factory
- 73. Blood Simple
- 72. Them!
- 71. The Sixth Sense

### Episodul 4
- 70. The Godfather
- 69. Re-Animator
- 68. The Black Cat
- 67. Duel
- 66. Le Locataire
- 65. Marathon Man
- 64. Near Dark
- 63. Deliverance
- 62. The Wolf Man
- 61. El espinazo del diablo

### Episodul 5
- 60. E tu vivrai nel terrore! L'aldilà
- 59. Fatal Attraction
- 58. Cujo
- 57. House of Wax
- 56. Single White Female
- 55. Spoorloos
- 54. The Changeling
- 53. Dèmoni
- 52. The Phantom of the Opera
- 51. The Dead Zone

### Episodul 6
- 50. The Last House on the Left
- 49. Les Diaboliques
- 48. The Thing
- 47. Nosferatu, eine Symphonie des Grauens
- 46. The Sentinel
- 45. The Wicker Man
- 44. The Game
- 43. It's Alive
- 42. An American Werewolf in London
- 41. The Hills Have Eyes

### Episodul 7
- 40. La maschera del demonio
- 39. Dawn of the Dead
- 38. Peeping Tom
- 37. House on Haunted Hill
- 36. Cape Fear
- 35. Aliens
- 34. The Hitcher
- 33. The Fly
- 32. Pet Sematary
- 31. Friday the 13th

### Episodul 8
- 30. The Blair Witch Project
- 29. The Serpent and the Rainbow
- 28. When a Stranger Calls
- 27. Frankenstein
- 26. Seven
- 25. Phantasm
- 24. Suspiria
- 23. Rosemary's Baby
- 22. Don't Look Now
- 21. Jacob's Ladder

### Episodul 9
- 20. The Ring
- 19. Hellraiser
- 18. The Haunting
- 17. A Nightmare on Elm Street
- 16. The Omen
- 15. Freaks
- 14. Halloween
- 13. Scream
- 12. Misery
- 11. Audition

### Episodul 10
- 10. Wait Until Dark (Așteaptă până se întunecă) (1967)
- 9. Night of the Living Dead
- 8. Carrie
- 7. The Silence of the Lambs
- 6. The Shining
- 5. The Texas Chain Saw Massacre
- 4. Psycho
- 3. The Exorcist
- 2. Alien
- 1. Jaws

## Observații

### Regizorii cu cele mai multe filme
Locul 1 (5 filme)
Wes Craven - The Last House on the Left, The Hills Have Eyes, Șarpele și curcubeul, A Nightmare on Elm Street, Scream - Țipi... sau fugi!
Locul 2 (3 filme):
David Cronenberg - Musca, The Brood, Zonă moartă
George A. Romero - Noaptea morților vii, Dimineața morților, Creepshow
Steven Spielberg - Jurassic Park, Duel,  Fălci
Locul 3 (2 filme):
John Carpenter - Creatura, Halloween
David Fincher - Șapte, Jocul
M. Night Shyamalan - Al șaselea simț, Signs
Alfred Hitchcock - Psycho, Păsările
Mario Bava - La maschera del demonio, Sei donne per l'assassino
Tod Browning - Monștrii, Dracula
Roman Polanski - Copilul lui Rosemary, Chiriașul
Tobe Hooper - Masacrul din Texas, Poltergeist
Lucio Fulci - Zombi 2, E tu vivrai nel terrore - L'aldil

### Mențiuni remarcabile
În listă sunt șase adaptări după scrierile lui Stephen King: Carrie, Cujo, The Dead Zone, Misery, Pet Sematary și The Shining. De asemenea în listă este și pelicula Creepshow; care nu este o adaptare după King, dar scenariul este scris de acesta.
Filmul El espinazo del diablo este singurul film în limba spaniolă din listă.

## Intervievați[3]
| - Stephen King - Wes Craven - Deron Miller - Felissa Rose - Jessie Garcia - Peter Jackson - Guillermo del Toro - George A. Romero - Dario Argento - Bruce Campbell - Rob Reiner - Mary Lambert - Jennifer Tilly - Ramsey Campbell - Kim Newman - Don Coscarelli - Angus Scrimm | - Rider Strong - Tobe Hooper - Robert Englund - John Carpenter - John Landis - Courteney Cox - Rob Zombie - Tom Savini - Mark Kermode - Clive Barker - Jordan Ladd - Gilbert Gottfried - Eli Roth - Steve Niles - Maitland McDonagh - Aviva Briefel - Tony Todd - Xander Berkeley - Danny Pintauro - Alanna Ubach |

## Legături externe
- 100 Scariest Movie Moments (vía Internet Archive)